# Gonarthrus chioleucus
Gonarthrus chioleucus är en tvåvingeart som beskrevs av Hesse 1938. Gonarthrus chioleucus ingår i släktet Gonarthrus och familjen svävflugor.
Artens utbredningsområde är Namibia. Inga underarter finns listade i Catalogue of Life.